# Jadwiga Mészáros
Jadwiga Mészáros (zm. 22 grudnia 2021) – polska mikrobiolog, dr hab.

## Życiorys
Obroniła pracę doktorską, 19 czerwca 1995 habilitowała się na podstawie pracy zatytułowanej Chemioterapia zakażeń jamy brzusznej; próba ustalenia kryteriów empirycznego leczenia ostrych zakażeń i powikłań septycznych. Pracowała w Państwowym Zakładzie Higieny - Instytucie Naukowo-Badawczym, oraz była docentem w Klinice Chirurgii Ogólnej i Transplantacyjnej na I Wydziale Lekarskim Warszawskim Uniwersytecie Medycznym.
Zmarła 22 grudnia 2021.

## Odznaczenia
- Złoty Krzyż Zasługi (2005)[3]